# Dmitrij Ivanovič di Russia (1552-1553)
Dmitrij Ivanovič (in russo Дмитрий Иванович?; 11 ottobre 1552 – 26 giugno 1553) è stato il primo Zarevic - l'erede designato al trono di Russia, essendo stato il primo figlio maschio di Ivan il Terribile e della sua prima moglie Anastasija Romanovna Zachar'ina. Morì in tenerissima età.

## Nascita
Ivan IV divenne Gran Principe di Mosca nel 1533, all'età di tre anni; alla sua incoronazione, avvenuta il 16 gennaio 1547, ripristinò il titolo di Zar, usato occasionalmente da suo nonno Ivan III. Si scelse come moglie Anastasija Romanovna, la figlia di un ricco boiardo, che nei primi quattro anni di matrimonio diede a Ivan due figlie: Anna e Maria, entrambe morte nel loro primo anno di vita. L'11 ottobre 1552, Anastasija partorì un figlio, che fu chiamato Dmitrij. Mentre era gravemente malato, Ivan IV chiese ai boiardi di accettare con un giuramento come erede al trono suo figlio, che divenne quindi il primo Zarevic.. I boiardi, anche se riluttanti in quanto avrebbero preferito un cugino di Ivan IV, Vladimir, come successore, accettarono. Gli storici non sono d'accordo nel dire se questo episodio accadde nel 1552 o nel 1553.

## Morte
Nell'estate del 1553 Ivan intraprese un pellegrinaggio al Monastero di San Cirillo di Beloozero, vicino al villaggio di Kirillov. Mentre navigava su un fiume, l'imbarcazione reale si ribaltò a causa di un'onda e lo Zarevic sfuggì di mano alla sua balia. Gli adulti si salvarono, ma il bambino annegò. Cronache del tempo riferiscono che Massimo il Greco, che poco tempo prima aveva fatto visita a Ivan, aveva previsto la morte di Dmitrij. Secondo Andrej Kurbskij, Massimo aveva detto a Ivan che non avrebbe dovuto fare un viaggio così lungo con la sua sposa e il figlioletto.

## Avvenimenti successivi
Dmitrij fu sepolto nella Cattedrale dell'Arcangelo Michele al Cremlino. Dopo la sua morte, Anastasija ebbe altri tre figli, due dei quali sopravvissero all'infanzia. Il figlio più giovane di Ivan IV, avuto dalla sua ultima moglie, fu chiamato Dmitrij, dopo quasi trent'anni dalla morte del primo.

## Ascendenza
|                                 |                         |                                   | Genitori                        |  |  | Nonni |  |  | Bisnonni           |  |  | Trisnonni            |  |
|                                 |                         |                                   |                                 |  |  |       |  |  | Ivan III di Russia |  |  | Basilio II di Russia |  |
|                                 |                         |                                   |                                 |  |  |       |  |  | Ivan III di Russia |  |  | Basilio II di Russia |  |
|                                 |                         | Maria di Borovsk                  |                                 |  |  |       |  |  | Ivan III di Russia |  |  |                      |  |
| Basilio III di Russia           |                         |                                   |                                 |  |  |       |  |  | Ivan III di Russia |  |  |                      |  |
|                                 |                         | Sofia Paleologa                   | Tommaso Paleologo               |  |  |       |  |  |                    |  |  |                      |  |
|                                 |                         | Sofia Paleologa                   | Tommaso Paleologo               |  |  |       |  |  |                    |  |  |                      |  |
|                                 |                         | Sofia Paleologa                   | Caterina Zaccaria               |  |  |       |  |  |                    |  |  |                      |  |
| Ivan IV di Russia               |                         | Sofia Paleologa                   |                                 |  |  |       |  |  |                    |  |  |                      |  |
|                                 |                         | Principe Vasilij L'vovič Glinskij | Principe Lev Borisovič Glinskij |  |  |       |  |  |                    |  |  |                      |  |
|                                 |                         | Principe Vasilij L'vovič Glinskij | Principe Lev Borisovič Glinskij |  |  |       |  |  |                    |  |  |                      |  |
|                                 |                         | Principe Vasilij L'vovič Glinskij | …                               |  |  |       |  |  |                    |  |  |                      |  |
| Elena Vasil'evna Glinskaja      |                         | Principe Vasilij L'vovič Glinskij |                                 |  |  |       |  |  |                    |  |  |                      |  |
|                                 |                         | Ana Jakšić                        | Stefan Jakšić                   |  |  |       |  |  |                    |  |  |                      |  |
|                                 |                         | Ana Jakšić                        | Stefan Jakšić                   |  |  |       |  |  |                    |  |  |                      |  |
|                                 |                         | Ana Jakšić                        | Milica Belmužević               |  |  |       |  |  |                    |  |  |                      |  |
| Dmitrij Ivanovič di Russia      |                         | Ana Jakšić                        |                                 |  |  |       |  |  |                    |  |  |                      |  |
|                                 | Jurij Zacharevič Koškin | Zacharin Ivanovič Koškin          |                                 |  |  |       |  |  |                    |  |  |                      |  |
|                                 | Jurij Zacharevič Koškin | Zacharin Ivanovič Koškin          |                                 |  |  |       |  |  |                    |  |  |                      |  |
|                                 | Jurij Zacharevič Koškin | …                                 |                                 |  |  |       |  |  |                    |  |  |                      |  |
| Roman Jur'evič Zachar'in-Jur'ev | Jurij Zacharevič Koškin |                                   |                                 |  |  |       |  |  |                    |  |  |                      |  |
|                                 |                         | Irina Ivanovna Tučkova-Morozova   | Ivan Borisovič Tučkov-Morozov   |  |  |       |  |  |                    |  |  |                      |  |
|                                 |                         | Irina Ivanovna Tučkova-Morozova   | Ivan Borisovič Tučkov-Morozov   |  |  |       |  |  |                    |  |  |                      |  |
|                                 |                         | Irina Ivanovna Tučkova-Morozova   | …                               |  |  |       |  |  |                    |  |  |                      |  |
| Anastasija Romanovna Zachar'ina |                         | Irina Ivanovna Tučkova-Morozova   |                                 |  |  |       |  |  |                    |  |  |                      |  |
|                                 |                         | …                                 | …                               |  |  |       |  |  |                    |  |  |                      |  |
|                                 |                         | …                                 | …                               |  |  |       |  |  |                    |  |  |                      |  |
|                                 |                         | …                                 | …                               |  |  |       |  |  |                    |  |  |                      |  |
| Juliana Teodorovna              |                         | …                                 |                                 |  |  |       |  |  |                    |  |  |                      |  |
|                                 |                         | …                                 | …                               |  |  |       |  |  |                    |  |  |                      |  |
|                                 |                         | …                                 | …                               |  |  |       |  |  |                    |  |  |                      |  |
|                                 |                         | …                                 | …                               |  |  |       |  |  |                    |  |  |                      |  |
|                                 |                         | …                                 |                                 |  |  |       |  |  |                    |  |  |                      |  |